# الدهيش (خيران المحرق)

تعديل مصدري - تعديل

الدهيش هي إحدى قرى عزلة الدانعى بمديرية خيران المحرق التابعة لمحافظة حجة، بلغ تعداد سكانها 38 نسمة حسب تعداد اليمن لعام 2004.